# John Poole
John Poole, né le 5 février 1934 à Birmingham et mort le 18 mai 2020 à Saint-Junien, est un organiste et chef de chœur britannique.

## Biographie
John Poole naît le 5 février 1934 à Birmingham.
Il fait ses études musicales au Balliol College d'Oxford et au Royal College of Organists, devient organiste titulaire de l'église de l'université de Londres, et fait ses débuts au pupitre de la BBC Choral Society en 1968, avant d'en être le directeur musical entre 1972 et 1976,,.
À partir de 1972, il dirige également les BBC Singers, où il se distingue grâce à « ses interprétations racées du répertoire baroque anglais et italien », jusqu'en 1989,,.
En 1989, John Poole quitte son poste de directeur musical des BBC Singers mais reste Chief Guest Conductor de l'ensemble.
Il est ensuite directeur musical du Groupe vocal de France, entre 1990 et 1994,.
Au disque, il a notamment enregistré pour Triton le Requiem d'Olivier Greif avec les BBC Singers et des œuvres de Jean Guillou avec le Groupe vocal de France pour Philips,.
Comme pédagogue, John Poole est à partir de 2001 professeur à l'Université de l'Indiana à Bloomington, aux États-Unis,.
Il prend sa retraite en 2009 et se retire en France, où il meurt le 18 mai 2020 à Saint-Junien (Haute-Vienne), à l'âge de quatre-vingt-six ans,,.